# Проновский сельсовет
Проновский сельсове́т — сельское поселение в Ветлужском районе Нижегородской области.
Административный центр — село Новопокровское.

## История
Статус и границы сельского поселения установлены Законом Нижегородской области от 15 июня 2004 года № 60-З «О наделении муниципальных образований - городов, рабочих посёлков и сельсоветов Нижегородской области статусом городского, сельского поселения».

## Население
| 2002 | 2010 | 2012 | 2013 | 2014 | 2015 | 2016 |
| ---- | ---- | ---- | ---- | ---- | ---- | ---- |
| 733  | ↘529 | ↘515 | ↘501 | ↘483 | ↘470 | ↘457 |
| 2017 | 2018 | 2019 | 2020 | 2021 |      |      |
| ↘445 | ↘439 | ↘428 | ↘423 | ↘392 |      |      |

## Состав сельского поселения
| №  | Населённый пункт | Тип населённого пункта       | Население |
| -- | ---------------- | ---------------------------- | --------- |
| 1  | Баковское        | деревня                      | ↘2        |
| 2  | Бердничата       | деревня                      | ↘23       |
| 3  | Варакшата        | деревня                      | ↘4        |
| 4  | Капраниха        | деревня                      | ↘0        |
| 5  | Каркалово        | деревня                      | ↘1        |
| 6  | Коллектив        | деревня                      | ↗3        |
| 7  | Медведовское     | деревня                      | →0        |
| 8  | Мостовая         | деревня                      | ↘0        |
| 9  | Новопокровское   | село, административный центр | ↘473      |
| 10 | Пескуша          | деревня                      | →0        |
| 11 | Прониха          | деревня                      | ↘23       |